# Rio-Napo-Kreischeule
Die Rio-Napo-Kreischeule (Megascops napensis) ist eine Art aus der Familie der Eigentlichen Eulen. Sie kommt in drei Unterarten ausschließlich in Südamerika vor. 

## Erscheinungsbild
Mit einer Körpergröße von etwa 21 Zentimetern ist die Rio-Napo-Kreischeule innerhalb ihrer Gattung eine verhältnismäßig kleine Art. Sie weist große Ähnlichkeit mit der Bänderkreischeule auf, hat aber anders als diese auffällig weiße Augenbrauen. Das Gefieder ist entweder graubraun oder rötlichbraun mit einer feinen, unauffälligen dunklen sowie hellen Fleckung. Auf der Körperunterseite ist sie stark gesprenkelt. Die Federohren sind kurz und auffallend dunkler als die Augenbrauen. Der Rand des Gesichtsschleiers ist unauffällig und fehlt bei einzelnen Individuen sogar ganz. 
Verwechslungsmöglichkeiten bestehen neben der Bänderkreischeule auch mit der Watsonkreischeule und der Usta-Kreischeule. Beide kommen im gleichen Verbreitungsgebiet, jedoch in niedrigeren Höhenlagen vor, haben längere Federohren und sind dunkler gefiedert als die Rio-Napo-Kreischeule. Die Rostkreischeule und die Kolumbien-Kreischeule sind beide deutlich größer und schwerer gebaut. Die Nebelwald-Kreischeule hat im Vergleich zur Rio-Napo-Kreischeule eine auffällig dunkle Begrenzung des Gesichtsschleier und die Zimtkreischeule ist überwiegend zimtfarben gefiedert.

## Verbreitung und Lebensraum
Das Verbreitungsgebiet der Rio-Napo-Kreischeule reicht vom Osten Ecuadors und Kolumbiens entlang der Ostseite der Anden bis nach Peru und in den Norden Boliviens. Sie ist ein Standvogel, der dichte Regenwälder in Höhenlagen zwischen 250 und 1.500 Meter über NN besiedelt.

## Lebensweise
Die Lebensgewohnheiten gleichen denen der anderen Kreischeulen. Ihr Nahrungsspektrum besteht überwiegend aus Insekten und Spinnen. Vermutlich schlägt sie außerdem kleine Wirbeltiere. Sie nutzt Baumhöhlen als Nistgelegenheiten. Ansonsten ist über ihre Brutbiologie nichts bekannt.

## Belege

### Einzelbelege
1. ↑   König et al., S. 309
2. ↑  König et al., S. 310